# Верхня Алапаїха
Верхня Алапаї́ха (рос. Верхня Алапаиха) — присілок у складі Алапаєвського міського округу (Алапаєвськ) Свердловської області.
Населення — 15 осіб (2010, 35 у 2002).
Національний склад населення станом на 2002 рік: росіяни — 97 %.